# 1998 في سويسرا
فيما يلي قوائم الأحداث التي وقعت خلال عام 1998 في سويسرا.

## رياضة
- 7 يونيو – طواف إيطاليا 1998 الفائزون Mapei-Bricobi 1998 ‏، بافل تونكوف، ماريانو بيكولي، جوزيبي جويريني، ماركو بانتاني.

## برامج ومسلسلات وأنمي
- بينغو

## مواليد

### فبراير
- 4 فبراير – إراي كومارت لاعب كرة قدم سويسري.[1]

## وفيات

### مايو
- 5 مايو – فريجوف شوان (مواليد 1907) فيلسوف سويسري.[2]

### يونيو
- 1 يونيو – غوتفرايد دينست (مواليد 1919)

### ديسمبر
- 6 ديسمبر – جورج بورجو (مواليد 1914) كاتب سويسري.[3]